# Otto Thomas Solbrig
Pour les articles homonymes, voir Solbrig.
Otto Thomas Solbrig (né le 21 décembre 1930 à Mar del Plata et mort le 8 avril 2023) est un écologue et biologiste de l’évolution argentin.
Enseignant aux États-Unis, il est spécialisé en biologie des populations végétales, et en particulier sur l’interphase entre l’écologie, l’évolution et l’économie et de ses relations avec l’utilisation des ressources naturelles en agriculture en Amérique latine. En outre, il est attentif à l'histoire économique de l'agriculture et de l'agro-industrie en Argentine.

## Études
De 1945 à 1948, Otto Thomas Solbrig réalise ses études secondaires au lycée militaire général San Martin (es) et auparavant au collège Mariano Moreno de la ville de Mar del Plata.

En 1954, il obtient un diplôme de biologie à l’université nationale de La Plata, et en 1959 un doctorat en botanique à l’université de Californie.
Il est titulaire de la chaire « Professeur Bussey de biologie », en tant que professeur émérite, au département des organismes et de l'évolution de l'université Harvard.

## Titres universitaires et récompenses
- Ph.D., université de Californie, Berkeley, 1959
- Master honoris causa, université Harvard, 1969
- Profesor extraordinario honoris causa, Facultad de Agronomía, Université nationale de La Plata, 1991
- Profesor distinguido honoris causa, université nationale de Mar del Plata (es), 1993
- Profesor honorario honoris causa, Facultad de Filosofía, Université de Buenos Aires, 1995
- Doctor en Agronomía honoris causa, université nationale de Lomas de Zamora (es), 1997

Parmi les innombrables récompenses qu'il a reçues au cours de sa longue carrière de chercheur scientifique, le Prix international de biologie mérite d'être souligné, qui lui a été décerné en 1998 par l’Association japonaise pour la promotion de la science pour ses travaux sur la biologie de la diversité.

## Publications
Otto Thomas Solbrig a publié 21 livres et plus de 280 articles dans des revues spécialisées et générales.
- 1977 : Convergent Evolution in Warm Deserts : An Examination of Strategies and Patterns in Deserts of Argentina and the United States. 333 pp.  (ISBN 0-87933-276-X)
- 1979 : Introduction to Population Biology & Evolution. 468 pp.  (ISBN 0-201-06987-3)
- 1994 : Biodiversity and Global Change.  (ISBN 0-85198-931-4)
- 1996 : Biodiversity and Savanna Ecosystem Processes : A Global Perspectives. 233 pp.  (ISBN 3-540-57949-4)
- 1997 : co-auteur avec Jorge Morello : Argentina Granero Del Mundo, Hasta Cuándo : La Degradación Del Sistema Agroproductivo De La Pampa Húmeda Y Sugerencias Para Su Recuperación. Harvard University, Instituto Nacional de Tecnología Agropecuaria (Argentine), UBA.  (ISBN 987-99791-2-5)
- 1990 : Solbrig, O. T., R. Sarandon, & W. Bossert. Effect of density on growth rate and population size of a perennial forest herb. Oecologia Plantarum 11: 263-280.
- 1990 : Conservation and Development in Tropical South America. Harvard Papers in Botany 2: 1-10.
- 1991 : Ecosystems and Global Environmental Change. In R. W. Corell and P. A. Anderson (eds.) Global Environmental Change, pp. 97-108. Berlin : Springer-Verlag.
- 1991 : Solbrig, O. T. (ed.) From Genes to Ecosystems: A Research Agenda for Biodiversity. Paris : IUBS. 128 pp.
- 1992 : Solbrig, O. T., G. Goldstein, E. Medina, G. Sarmiento &J. Silva. Responses of Tropical Savannas to Stress and Disturbance: A Research Approach. In M. Wali (ed.) Environmental Rehabilitation, vol. 2, pp. 63-73. Pays-Bas : SPB Academic Publishing.
- 1992 : Biodiversity, global change and scientific integrity. J. Biogeography 19 : 1-2.
- 1993 : Evolution of Functional Groups in Plants. In D. Schulze and H. A. Mooney (eds.), The function of Biodiversity in Ecosystems. Heidelberg : Springer
- 1993 : Ecological constraints to Savanna land use. In M. D. Young and O. T. Solbrig (eds.) The World's Savannas: Economic Driving Forces Ecological Constrainte pp. 21-48. Paris : Parthenon Press.
- 1994 : Solbrig, O. T. & D. J. Solbrig. So Shall you Reap. Washington, D.C. : Island Press.
- 1995 : Solbrig, O. T., E.,Medina & J. Silva, (eds.). Biodiversity and Savanna Ecosystem Processes: A Global Perspective. Heidelberg : Springer Verlag (in press).

## Description d’espèces
En juin 2008, Otto Solbrig avait déjà décrit plus de 30 espèces nouvelles, en particulier dans la famille des Asteraceae.